# نرایر آدالیان
نرایر مارتیروسی آدالیان (ارمنی: Նորայր Մարտիրոսի Ադալյան؛ انگلیسی: Norair Adalian زادهٔ ۳۰ ژوئیهٔ ۱۹۳۶) تاریخ‌نگار ادبی، مترجم، ویراستار، نثرنویس، رمان‌نویس، نمایش‌نامه‌نویس اهل ارمنستان است.

## زندگی‌نامه
وی در ۳۰ ژوئیهٔ ۱۹۳۶ در سیمفروپول به دنیا آمد و در سال ۱۹۶۰ از دانشگاه دولتی ایروان فارغ‌التحصیل گشت. وی در انستیتو ادبی فرهنگستان ملی علوم ارمنستان و گراکان ترت فعالیت کرده است. وی عضو اتحادیه نویسندگان ارمنستان است. همچنین برندهٔ جوایزی همچون جایزه درنیک دمیرچیان (۱۹۸۱)، چهره فرهنگی شایسته جمهوری ارمنستان (۲۰۰۹)، جایزه رئیس‌جمهور جمهوری ارمنستان (جایزه پوغوسیان) (۲۰۰۹)، جایزه هوهانس تومانیان (۲۰۱۷) شده است.

## یادداشت
1. ↑  գրականագետ
2. ↑  բանասիրական գիտությունների դոկտոր
3. ↑  ՀՀ ԳԱԱ գրականության ինստիտուտ
4. ↑  Դերենիկ Դեմիրճյանի անվան մրցանակ
5. ↑  ՀԳՄ Հովհաննես Թումանյան անվան մրցանակ «Աշնանային շրջան» պիեսների համար